# Fiat Coupé
Fiat Coupé (typ 175) byl dvoudveřový čtyřmístný osobní automobil provedení kupé, které bylo vyráběno italskou automobilkou Fiat v letech 1994-2000, představeno bylo roku 1993 na bruselském autosalonu. Design navrhl Chris Bangle ze STILO FIAT centra, interiér vytvořil Pininfarina. Ve své době byl Fiat Coupé nejrychlejším evropským automobilem s pohonem předních kol a je nejrychlejším sériovým Fiatem všech dob.

## Historie
Fiat Coupé vznikl z požadavku vedení automobilky na výrobu levného lidového sportovního automobilu na osvědčené platformě Tipo/Tempra modifikované pro Fiat Bravo/Brava/Marea/Barchetta, Alfa Romeo 145/146/155 a Lancia Dedra. Navazoval na slavné modely lidových sportovních automobilů Fiat šedesátých a sedmdesátých let. 
Byla vytvořena společná platforma Fiat Coupé/Lancia Delta Nuova, která sdílela stejné podvozkové díly (širší přední kovaná ramena s tvrdším uložením, silnější stabilizátor a vzadu odlišná geometrie uložení ramen) a značnou část mechaniky. Výroba Coupé byla z důvodu menšího objemu produkce a mnoha odlišností svěřena dílnám Pininfarina, díky čemuž byly vozy na kvalitativně velmi vysoké úrovni. 
Dvoudveřové kupé nabízí řadu pozoruhodných detailů, jako například umístění velkého víčka nádrže na zadním blatníku, řešení zadních svítilen, umístění klik dveří ve sloupku střechy (obdobně jako později Alfa Romeo 156), či horizontální pás táhnoucí se přes celou šíři přístrojové desky a vyvedený v barvě karoserie. Překvapivě velký je u kupé zavazadlový prostor svým objemem 295 dm³ a vytvořeným dvoutřetinovým průchodem pro objemné či dlouhé předměty pevnou příčkou za zadními sedadly.
Podvozek se vyznačoval nízkou světlostí a tuhou charakteristikou odpružení, hřebenové řízení s hydraulickým posilovačem bylo přesné a mělo ostřejší charakteristiku. Ačkoli zadní náprava je konstrukčně poměrně jednoduchá a levná, autoři chytře usadili robustní nápravnici do čtveřice silentbloků a vlastní vlečená ramena byla uložena "na tvrdo" ve valivých ložiskách, takže jízdní vlastnosti vozu byly i díky nízkému těžišti překvapivě dobré.
Při uvedení na trh v lednu 1994 byly k dispozici dva dvoulitry "Lampredi". Prvním byl přepracovaný z modelu Tipo Sedicivalvole, robustní čtyřválec s litinovým blokem a dvojicí protiběžných vyvažovacích hřídelí s vrtáním 84,0 mm a zdvihem 90 mm (zdvihový objem 1995 cm³), s hlavou válců z lehkých slitin a ventilovými sedly z tvrdokovů s rozvodem DOHC 16v a elektronikou Bosch Motronic. Poskytoval maximální výkon 102 kW (139 koní CEE) při 6000/min. a max. krouticí moment 186 Nm při 4300/min. Druhým pak byl přeplňovaný turbodmychadlem Garrett TBO367 a špičkovým motormanagementem Weber-Magneti-Marelli IAW WH.P8, odvozený od motoru legendární Lancie Delta HF Integrale Evoluzione, který díky novým pístům se zlepšenou kompresí (kompresní poměr 8,0 : 1, plnicí tlak 1,0 baru v overboostu/0,7 baru lineárně) a novým sacím traktem poskytoval nejvyšší výkon 140 kW (190 koní CEE) při 5500/min. a maximální krouticí moment 291 Nm při 3400/min. Motor plnil emisní normu Euro 1. Převodovka byla pětistupňová, plně synchronizovaná s řazením lanovody, zvláštností byla 35% uzávěrky předního diferenciálu v podobě malé viskózní spojky (v terminologii Fiatu Viscodrive).  Fiat Coupé 16v turbo dosahoval nejvyšší rychlosti 230 km/h, z 0 na 100 km/h dokázal zrychlit za méně než 7,5 s a 1 km s pevným startem zvládl za 26,9 s. Jeho slabší stránkou byly přední brzdy Girling s jednopístkovými plovoucími třmeny a kotouči 284 x 22 mm (4 x 98 mm) v kolech 6 x 15" z lehkých slitin Speedline (verze Plud byly osazovány koly Speedline 6,5 x 16" a pneumatikami 205/50 WR16).
V dubnu 1996 přibyl čtyřválec 1.8 16v (Barchetta, Lancia Dedra/Delta 836), který měl opět litinový blok, ale bez vyvažovacích hřídelí a naopak disponoval variabilním natáčením sací vačky (olejovým) rozvodu DOHC 16v a z objemu 1747 cm³ poskytoval maximální výkon 96 kW (131 koní CEE) při 6300/min. a max. krouticí moment 164 Nm při 3500/min. Do dubna 1997 motor 1.8 16v splňoval emisní normu Euro 1, poté do konce výroby modelu (rok 2000) novější emisní normu Euro 2.
V listopadu 1997 byly z nabídky vyřazeny oba původní dvoulitrové čtyřválce, které nahradily dva pětiválcové motory 2,0 l "Pratola Serra" homologované pro emisní normu Euro 2, jeden plněný atmosféricky, druhý s přeplňováním. Blok motoru byl opět litinový a opět disponoval protiběžným vyvažováním, což v kombinaci s pěti válci zajišťovalo takřka sametový chod. Vrtání 82 mm, zdvih 75,65 mm, zdvihový objem 1998 cm³. Hlava válců byla vyrobena z lehkých slitin s ventilovými sedly z tvrdokovů, rozvod DOHC s 20 ventily (4 pro každý válec) byl ovládán – na rozdíl od motorů Lampredi – prostřednictvím hydraulických ventilových zdvihátek se samočinným vymezováním ventilové vůle. Elektronika byla použita Bosch Motronic M2.10. Atmosférický motor poskytoval nejvyšší výkon 108 kW (147 koní CEE) při 6100/min. a největší krouticí moment 186 Nm při 3500/min. a Coupé s ním jelo 215 km/h, přičemž z klidu na 100 km/h zrychlilo za 8,4 s. Od roku 1998 byl pak u tohoto motoru použito variabilní sání, které přispělo ke zvýšení nejvyššího výkonu na 113 kW při 6500/min.
Přeplňovaná verze téhož pětiválce 2.0 20v s turbodmychadlem Garrett TB2811 měla variabilní ovládání sací vačky, kompresní poměr 8,5 : 1 a poskytovala při plnicím tlaku 1,15 baru v overboostu nejvyšší výkon 162 kW (220 koní CEE) při 5750/min. a nejvyšší krouticí moment 310 Nm při 2500/min. Ten se přes jednokotoučovou suchou spojku Valeo a pětistupňovou převodovku Fiat/ZF přenášel na přední kola prostřednictvím diferenciálu s omezenou svornosti Viscodrive. Fiat Coupé 20v turbo s pětistupňovou převodovkou uměl jet až 243 km/h a z klidu na 100 km/h dokázal zrychlit během 6,2 s. Sprint na 1000 m s pevným startem zvládl za 26,5 s. Zvýšení výkonu si vyžádalo zcela novou přední brzdovou soustavu Brembo s pevnými čtyřpístkovými třmeny a kotouči 305 x 28 mm (4 x 98 mm). Díky nim muselo být použito větších kol Speedline z lehkých slitin 6,5 x 16". 
Od roku 1996 mohl také majitel tohoto vozidla spouštět motor tlačítkem Start, místo klasickým klíčkema u série Limited Edition či 20v turbo Plus byla standardem nová šestistupňová převodovka, díky níž došlo ke zvýšení maximální rychlosti na 250 km/h.
Vozy série Limited Edition byly označeny štítkem s jeho výrobním číslem. Traduje se, že první vyrobený kus vlastnil Michael Schumacher. Vnější odlišnosti spočívaly v doplňcích karoserie (plasty světlometů, maska chladiče, disky kol, spoilery a prahy v barvě karoserie a další doplňky v titanové barvě, jiné víčko nádrže atd.). Jako poznávací znamení těchto vozů bylo i typové označení "20v turbo" na B sloupku v červené barvě (ostatní série v chromovém eloxu).
V motorovém prostoru najdeme rozpěrnou tyč SPARCO a rudé víko hlavy válců.
Běžné kožené sedačky nahradily červeno-černé sedačky RECARO, podobě byla upravena hlavice řadicí páky, ruční brzdy, výplně dveří a volantu. Z drobností dále byla jiná opěrka levé nohy řidiče, a pedály od firmy SPARCO. V blízkosti volantu, napravo, najdeme ještě startovací tlačítko po vzoru dřívějších sportovních vozů. A v neposlední řadě rychlosměr byl ocejchován až do 280 km/h místo původních 260.
Fiat Coupé zaskočil konkurenci, která v daném cenovém segmentu neměla proti přeplňovaným verzím modelu Coupé čím konkurovat. Navzdory očekáváním vůz překvapil i dobrými jízdními vlastnostmi a celkovou kvalitou zpracování, pozdější 20v turbo i excelentními brzdami. Uzávěrka předního diferenciálu u 16v turbo a 20v turbo a šestistupňová převodovka 20 turbo Limited Edition a 20v turbo Plus byly třešničkami na dortu, kterým bylo těžko konkurovat. Slabší stránkou byla menší tuhost karoserie v krutu, ventilace, která nedokázala zajistit odmlžení oken za nepříznivého počasí a u modelu 16v turbo slabší brzdová soustava. U modelů 1.8 16v bylo nutno včas řešit těsnost olejového tlakového variátoru sací vačky.
Vzhledem k pořizovací ceně i servisní nenáročnosti splnil Fiat Coupé do puntíku zadání stát se králem levných lidových sportovních automobilů.

## Přehled motorizací
| Model                          | 1.8 16v                         | 2.0 16v               | 2.0 20v           | 2.0 20v           | 2.0 16v turbo                  | 2.0 20v turbo                  |
| Rok výroby                     | 04/1996–04/1997 05/1997–08/2000 | 06/1994–07/1996       | 10/1996–04/1997   | 05/1997–08/2000   | 01/1994–06/1997                | 11/1996–08/2000                |
| Uspořádání válců               | 4 v řadě                        | 4 v řadě              | 5 v řadě          | 5 v řadě          | 4 v řadě                       | 5 v řadě                       |
| Druh motoru                    | zážehový (Otto)                 | zážehový (Otto)       | zážehový (Otto)   | zážehový (Otto)   | zážehový (Otto) s přeplňováním | zážehový (Otto) s přeplňováním |
| Objem (cm³)                    | 1 747                           | 1 995                 | 1 998             | 1 998             | 1 995                          | 1 998                          |
| Kompresní poměr                | 10,3:1                          | 10,5:1                | 10,0:1            | 10,7:1            | 8,0:1                          | 8,5:1                          |
| Turbodmychadlo                 | -                               | -                     | -                 | -                 | Garret TBO367                  | Garret TB2811                  |
| Plnicí tlak                    | -                               | -                     | -                 | -                 | 1,0 bar overboost              | 1,15 bar overboost             |
| Maximální výkon (kW)           | 98 při 6300/min.                | 102 při 6000/min.     | 108 při 6100/min. | 113 při 6500/min. | 140 při 5500/min.              | 164 při 5750/min.              |
| Maximální kroutící moment (Nm) | 164 při 3400/min.               | 186 při 4300/min.     | 186 při 3500/min. | 186 při 3700/min. | 291 při 3400/min.              | 310 při 2500/min.              |
| Nejvyšší povolená rychlost     | 205 km/h                        | 208 km/h              | 212 km/h          | 215 km/h          | 225 km/h                       | 243–250 km/h                   |
| Zrychlení 0–100 km/h           | 9,2 s                           | 9,2 s                 | 8,9 s             | 8,4 s             | 7,5 s                          | 6,3 s                          |
| Pohotovostní hmotnost (CEE)    | 1180 kg                         | 1250 kg               | 1270 kg           | 1270 kg           | 1320 kg                        | 1310 kg                        |
| Poměr hmotnost/výkon           | 12,00 kg/kW                     | 12,25 kg/kW           | 11,65 kg/kW       | 11,00 kg/kW       | 9,43 kg/kW                     | 7,99 kg/kW                     |
| Pneumatiky                     | 195/55R15V                      | 195/55R15V 205/55ZR15 | 205/50R15W        | 205/50R15W        | 205/55ZR15 205/55ZR16          | 205/50R16Y 225/45R16Z          |